# Allika jõgi
Allika jõgi är ett vattendrag i Estland.   Det ligger i landskapet Läänemaa, i den västra delen av landet, 90 km sydväst om huvudstaden Tallinn.